# تيجنون (غطاء رأس)

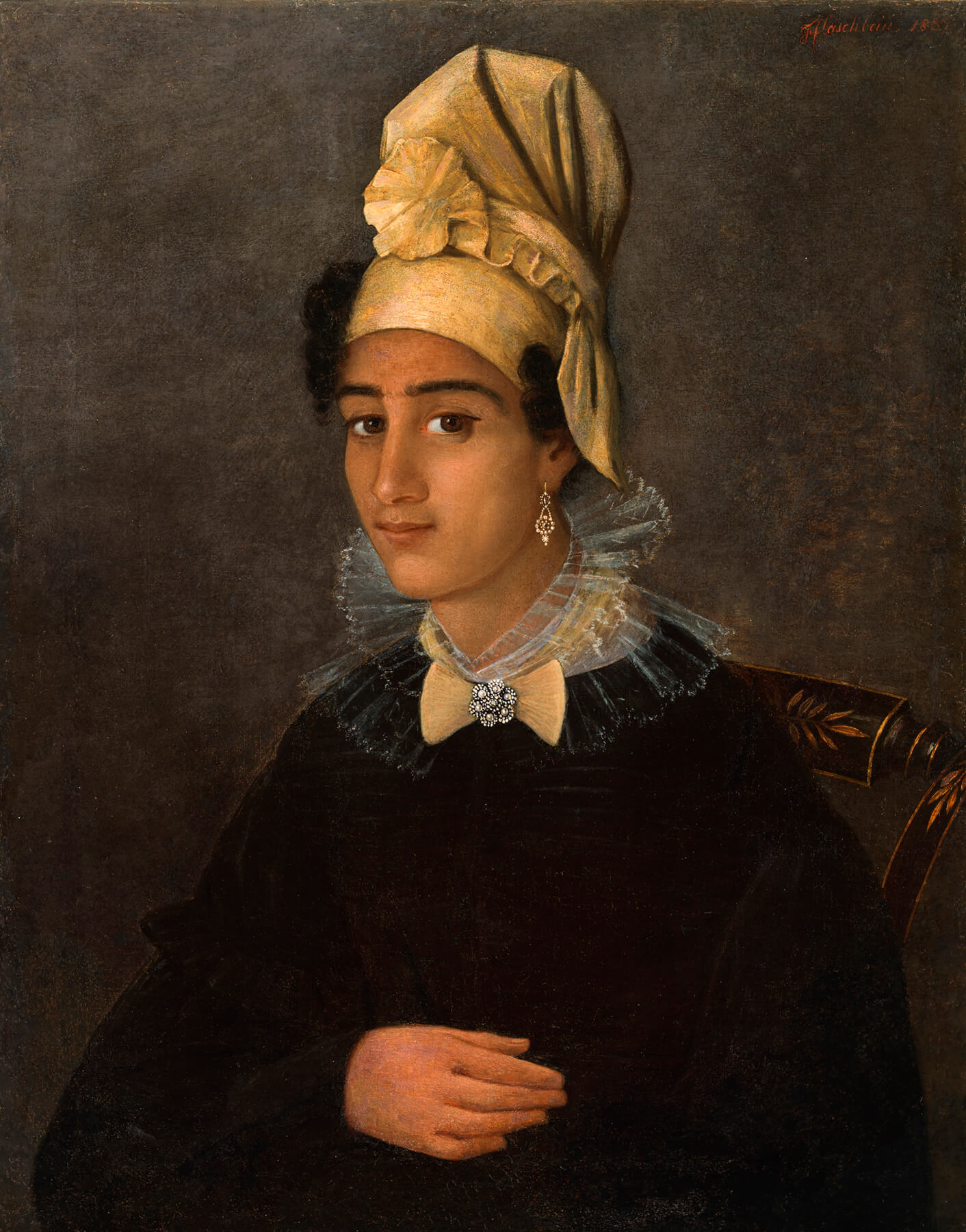
امرأة كريولية يافعة ترتدي تيجنون من صنعها. لوحة من مجموعة نيوأورلينز التاريخية.

تيجنون (بالإنجليزية: Tignon) (وتنطق أيضاً تايون tiyon) هي نوع من غطاء الرأس وهي عبارة عن قطعة كبيرة من القماش التي تُربط أو تُلف حول الرأس وهو تشبه إلى حد ما العمامة التي ترتديها النساء في غرب أفريقيا. كانت ترتديها النساء من شعوب الكريول المنحدارات من أصل أفريقي في بداية الفترة الاستعمارية الأسبانية للويزيانا خضوعًا لقانون أصدر في ذلك الوقت عُرف بقانون التيجنون.

## قانون التيجنون

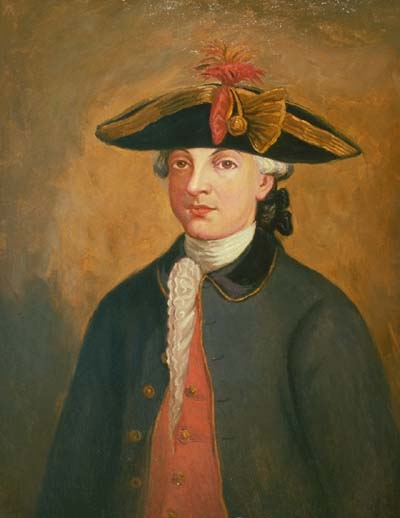
إيستيبان رودريجز ميرو

صدر هذا القانون عام 1786 تحت سلطة حاكم ولاية لويزيانا الأسباني إيستيبان رودريجز ميرو إبان فترة الاستيطان الأوروبي لأمريكا، والذي يجبر النساء من أصول أفريقية على ارتداء ملابس «مناسبة». ففي ذلك الوقت كانت تنافس النساء من أصل أفريقي النساء ذوات البشرة البيضاء في الجمال والأناقة والسلوك اللطيف، حتى أصبحت العديدات منهن محظيات لدى الرجال ذوي البشرة البيضاء من الأسبان والفرنسيين ، مما أثار غيرة وحفيظة زوجات هؤلاء الرجال وأمهاتهم وأخواتهم وخطيباتهم، كما اشتكت النساء ذوي البشرة البيضاء من تصرف الرجال ذوي البشرة البيضاء معهم بشكل غير لائق كالمغازلات والتحرش بسبب عدم قدرتهم على التمييز بين نساء الطبقات العليا من ذوات البشرة البيضاء، ونساء الطبقات الأدني من ذوي البشرة الملونة بسبب التشابه الشديد بينهم في الملبس والمظهر والسلوك.
وخضوعًا لهذه الشكاوى أصدر الحاكم ميرو قانون يمنع به النساء من أصول أفريقية من ارتداء ملابس جذابة ويلزمهن تغطية شعرهن ورؤوسهن للحفاظ على التمييز بين طبقات المجتمع. وقد طبّق هذا القانون على العبيد والأحرار على حد سواء.
وتذكر المؤرخة (فيرجينيا م. جولد) أن هذه القانون كان يعتقد بأنه قد يمنع النساء من الطبقات الدنيا من التحرر ومنافسة النساء من الطبقات الأعلى، وبالتالي يوقف هذه القانون هذا التهديد الاجتماعي.

## الاحتجاج ضد القانون
وفقًا للمؤرخة (كارولين لونج) فإن الحاكم الأسباني (ميرو) كان يهدف إلى تمييز طبقة النساء من الأصول الأفريقية بعلامة تعبر عن دونية هذه الطبقة، وللسخرية فإن هذا القانون قد حقق نتائج عكسية تمامًا، وحسب ملاحظات (كارولين) فبدلًا من يصبح التيجنون دليل عار، أصبح زي أنيق وحديث، فقد تفننت النساء في استخدام الألوان البراقة وأنواع القماش الجميلة وابتكرن طرق للف الأقمشة على رؤوسهن بطرق جذابة عززت من جمال مظهرهن. كما استخدمت النساء مخيلاتهن وإبداعهن في تزيين وتجميل التيجنون بالحلي وأبسط الخامات المتوفرة لديهن. وبلفظ آخر فقد هزمت النسوة ذوات الأصول الأفريقية القانون دون كسره.

## التيجنون في الحاضر
ترتدي بعض الفنانات من أصول أفريقية التيجنون في المناسبات الرسمية باعتباره احتفالاً بالثقافة الأفرو-أميريكية ومنهم المغنية إيريكاه بادو والمغنية والممثلة الأمريكية جيل سكوت.